# Brian Gleeson
Brian Gleeson est un acteur irlandais né à Dublin le 14 novembre 1987.

## Biographie
Brian Gleeson est né à Dublin le 14 novembre 1987.
Il est le fils de Mary Weldon et de l'acteur Brendan Gleeson. Son frère Domhnall est également acteur. Il a deux autres frères, Fergus et Rory Gleeson.
Il grandit avec sa famille à Malahide, une ville côtière de la banlieue de Dublin. Après avoir joué dans des pièces de théâtre à l'école, il rejoint la section jeunesse du Gaiety Theatre de Dublin.

## Carrière
Il décroche son premier rôle dans le long métrage de John Boorman The Tiger's Tail, sorti en 2006, où il apparaît aux côtés de son père Brendan.
En 2010, il décroche un rôle important dans la première saison de la série télévisée irlandaise Love/Hate (en). Il est alors nommé aux Irish Film and Television Awards dans la catégorie meilleur second rôle.
En 2011, il apparaît dans la coproduction américano-britannique L'Aigle de la Neuvième Légion de Kevin Macdonald. L'année suivante, il décroche un rôle dans le blockbuster américain Blanche-Neige et le Chasseur de Rupert Sanders.
En 2016, il incarne la version jeune du personnage incarné par son père dans le film Assassin's Creed de Justin Kurzel, adapté de la série de jeux vidéo du même nom.
L'année d'après, il est présent dans trois films de réalisateurs de renom : Logan Lucky de Steven Soderbergh, Mother! de Darren Aronofsky et Phantom Thread de Paul Thomas Anderson.
En 2022, il est présent dans la série Bad Sisters, où Sharon Horgan lui offre de nouveau un rôle après Catastrophe.

## Filmographie

### Cinéma

#### Longs métrages
- 2006 : The Tiger's Tail de John Boorman : Connor O'Leary
- 2009 : Wake Wood de David Keating : Martin O'Shea
- 2011 : L'Aigle de la Neuvième Légion (The Eagle) de Kevin Macdonald : Un voyageur
- 2012 : Blanche-Neige et le Chasseur (Snow White & the Huntsman) de Rupert Sanders : Gus
- 2013 : Stay de Wiebke von Carolsfeld : Liam Meehan
- 2013 : Week-end de débauche (The Stag) de John Butler : Simon
- 2013 : How to Be Happy de Michael Rob Costine, Mark Gaster et Brian O'Neill : Cormac
- 2013 : Life's a Breeze de Lance Daly : Un homme
- 2014 : Darkness on the Edge of Town de Patrick Ryan : Virgil O'Riley
- 2014 : Standby de Rob Burke et Ronan Burke : Alan
- 2016 : Assassin's Creed de Justin Kurzel : Joseph Lynch jeune
- 2016 : Tiger Raid de Simon Dixon : Joe
- 2016 : The Flag de Declan Recks : Blacksod
- 2016 : History's Future de Fiona Tan : Le chauffeur
- 2017 : Logan Lucky de Steven Soderbergh : Sam Bang
- 2017 : Phantom Thread de Paul Thomas Anderson : Dr Robert Hardy
- 2017 : Mother! de Darren Aronofsky : Le fils cadet
- 2019 : Hellboy de Neil Marshall : Merlin
- 2020 : Death of a Ladies' Man de Matt Bissonnette : Ben

#### Courts métrages
- 2009 : What Will Survive of Us de Domhnall Gleeson : John
- 2010 : Noreen de Domhnall Gleeson : Frank
- 2013 : Coda d'Alan Holly : Le portier (voix)
- 2014 : Serious Swimmers d'Andy Taylor Smith : Justin
- 2017 : Le Noël d'Angela (Angela's Christmas) de Damien O'Connor : Le garde (voix)
- 2018 : Psychic de Brendan Gleeson : Michelangelo

### Télévision

#### Séries télévisées
- 2007 - 2009 : Single-Handed : Cathal
- 2010 : Love/Hate : Hughie Power
- 2011 : Nick Cutter et les Portes du temps (Primeval) : Ray Lennon
- 2014 : Quirke : Sinclair
- 2015 : Stonemouth : Powell Imrie
- 2016 : Rebellion : James "Jimmy" Mahon
- 2018 : The Bisexual : Gabe
- 2019 : Peaky Blinders : Jimmy McCavern
- 2019 : Catastrophe : Ciaran
- 2021 : Frank of Ireland : Frank
- 2022 : Bad Sisters : Thomas Clafin
- 2022 : The Lazarus Project : Ross
- 2023 : The Mandalorian : commandant Brendol Hux